# Volksbank Westmünsterland
Die Volksbank Westmünsterland eG ist eine 1884 gegründete Genossenschaftsbank mit Sitz in Coesfeld. Ihr Geschäftsgebiet umfasst den Großteil des Kreises Borken, des Kreises Coesfeld und ein Teil des Kreises Recklinghausen. Die Bank entstand 2024 durch die Fusion der VR-Bank Westmünsterland eG und der Volksbank Südmünsterland-Mitte eG.

## Struktur
Die Volksbank Westmünsterland verfügt über sechs Hauptgeschäftsstellen, in Eigenschreibweise KompetenzCentren genannt, in Borken, Coesfeld, Dülmen, Haltern am See, Lüdinghausen und Stadtlohn. Sie hat neben den Hauptstellen weitere 24 Filialen in Borken, Burlo, Coesfeld, Dülmen, Gescher, Holtwick, Oeding, Olfen, Ramsdorf, Reken, Seppenrade, Stadtlohn, Südlohn, Velen und Weseke. Die Volksbank ist ein Allfinanzdienstleister, der von der Geldanlage, Kreditvergabe, Versicherungen, Vorsorge und Immobilienkauf, -verkauf und -finanzierung alle finanziellen Belange von Privat-, Gewerbe- und Firmenkunden bedient.

## Arbeitgeber
Die Volksbank beschäftigte 2024 insgesamt 642 Mitarbeiter, davon 56 Auszubildende.